# Astragalus raddeanus
Astragalus raddeanus är en ärtväxtart som beskrevs av Eduard August von Regel. Astragalus raddeanus ingår i släktet vedlar, och familjen ärtväxter. Inga underarter finns listade i Catalogue of Life.